# 18e étape du Tour de France 2015
Pour un article plus général, voir Tour de France 2015.
La 18e étape du Tour de France 2015 s'est déroulée le jeudi 23 juillet 2015 entre Gap et Saint-Jean-de-Maurienne sur une distance de 186,5 kilomètres.

## Parcours
Le départ de la course a lieu à Gap dans le département des Hautes-Alpes. Les coureurs prennent alors la direction du nord par la « route Napoléon » en direction du département de l'Isère atteint près du lac du Sautet.
Les coureurs arrivent dans le département de la Savoie dans le massif des Grandes Rousses à hauteur du lac de Grand Maison. De là, ils joignent et passent le col du Glandon (1 924 m) et entament la descente vers la Maurienne par la vallée des Villards. Une fois dans la vallée, le parcours se poursuit à travers Sainte-Marie-de-Cuines jusqu'à Pontamafrey-Montpascal après traversée de l'Arc. Débute alors l'inédite ascension des 18 lacets de Montvernier, avant de redescendre à nouveau vers la vallée et de retraverser l’Arc avant l’arrivée finale à Saint-Jean-de-Maurienne.

## Déroulement de la course

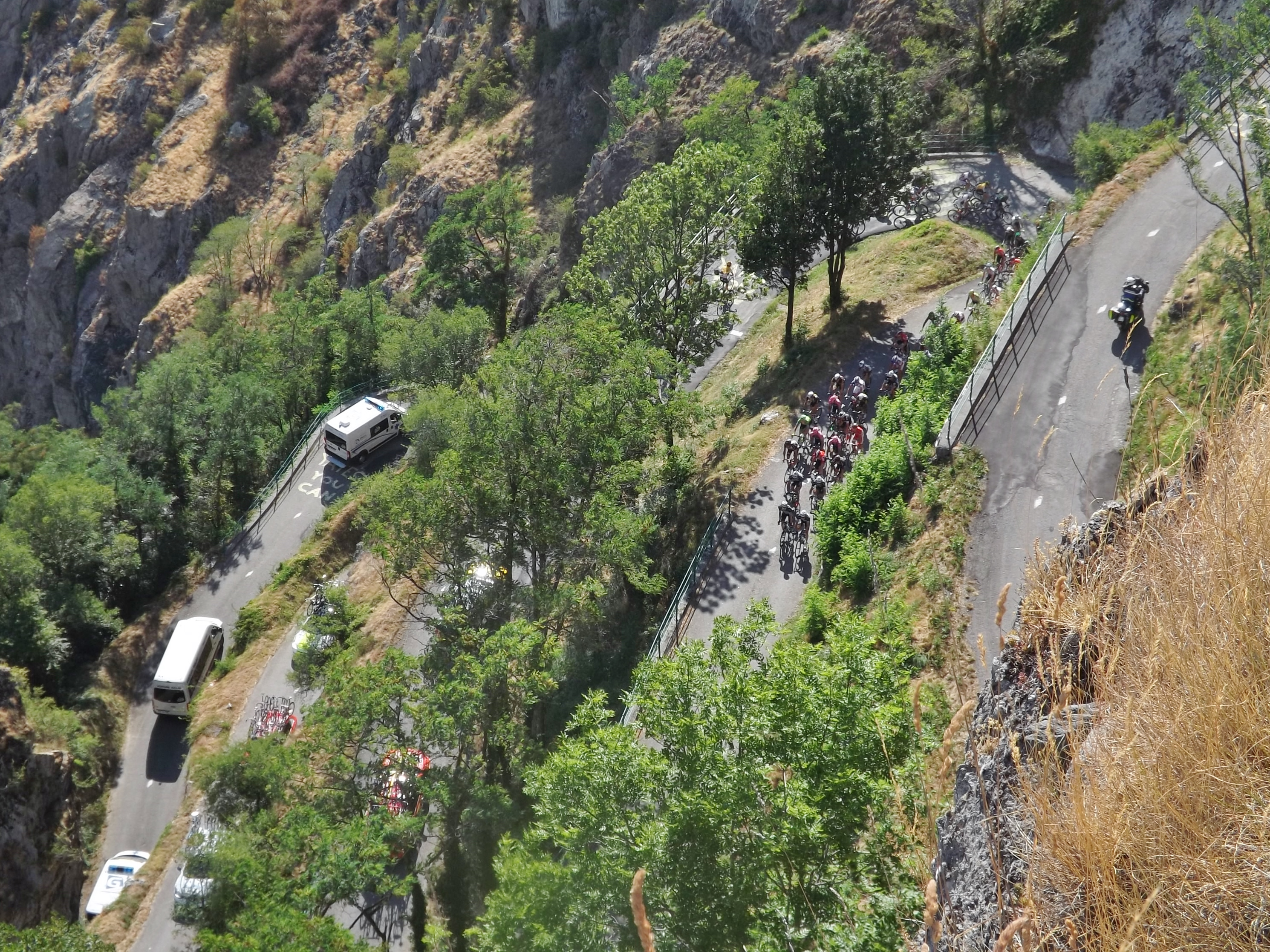
Passage du peloton dans les lacets de Montvernier en Maurienne.

Pierre Rolland attaque dès le premier kilomètre de cette deuxième étape alpine. Il est rejoint par Joaquim Rodriguez (second derrière Chris Froome au classement du maillot à pois) et Julian Arredondo puis d'autres hommes en contre-attaque, l'échappée se fixant à 29 coureurs : Fuglsang (Astana), Bardet, Bakelants, Riblon (AG2R), Pinot (FDJ), Kreuziger, Rogers (Tinkoff), Anacona, Castroviejo (Movistar), Caruso, Dennis (BMC), De Gendt (Lotto-Soudal), Preidler (Giant), Rodriguez (Katusha), Matthews, S.Yates (Orica), Rolland, Gautier, Sicard, Voeckler (Europcar), Arredondo, Jungels (Trek), Plaza (Lampre), Talansky, Martin (Cannondale-Garmin), Clement (IAM), Barta (Bora) et Pauwels (MTN). Un groupe de 11 coureurs (Fuglsang, Bardet, Anacona, Caruso, Rodriguez, Rolland, Gautier, Jungels, Talansky, Hesjedal et Pauwels) se détache dans le col du Glandon tandis que le peloton maillot jaune est lui aussi réduit, à 19 coureurs. Sur une accélération de Pierre Rolland, Romain Bardet et Winner Anacona utilisent leurs qualités de grimpeurs pour passer en tête le sommet, alors que Jakob Fuglsang a chuté à cause d'une moto.  Barguil, Contador puis Nibali attaquent Chris Froome dans ce long col mais le regroupement a lieu sous l'impulsion de Geraint Thomas, coéquipier du maillot jaune. Dans la descente du Glandon, Bardet lâche Anacona et poursuit son effort, et il s'attaque aux lacets de Montvernier avec 45 secondes d'avance sur ses huit poursuivants directs, Fuglsang, Anacona, Caruso, Rolland, Gautier, Jungels, Talansky et Pauwels. Bardet résiste à ce groupe de chasse et remporte sa première étape sur la « grande boucle », 33 secondes avant Pierre Rolland, tandis que les leaders du classement général se neutralisent et arrivent trois minutes après lui. Grâce à cette victoire, Bardet monte à la dixième place du classement général, aux dépens de Warren Barguil.

## Résultats

### Classement de l'étape
| Classement de la 18e étape | Classement de la 18e étape | Classement de la 18e étape | Classement de la 18e étape | Classement de la 18e étape |
|                            | Coureur                    | Pays                       | Équipe                     | Temps                      |
| -------------------------- | -------------------------- | -------------------------- | -------------------------- | -------------------------- |
| 1er                        | Romain Bardet              | France                     | AG2R La Mondiale           | en 5 h 3 min 40 s          |
| 2e                         | Pierre Rolland             | France                     | Europcar                   | + 33 s                     |
| 3e                         | Winner Anacona             | Colombie                   | Movistar                   | + 59 s                     |
| 4e                         | Bob Jungels                | Luxembourg                 | Trek Factory Racing        | + 59 s                     |
| 5e                         | Jakob Fuglsang             | Danemark                   | Astana                     | + 59 s                     |
| 6e                         | Serge Pauwels              | Belgique                   | MTN-Qhubeka                | + 1 min 1 s                |
| 7e                         | Cyril Gautier              | France                     | Europcar                   | + 1 min 50 s               |
| 8e                         | Damiano Caruso             | Italie                     | BMC Racing                 | + 1 min 50 s               |
| 9e                         | Andrew Talansky            | États-Unis                 | Cannondale-Garmin          | + 1 min 55 s               |
| 10e                        | Warren Barguil             | France                     | Giant-Alpecin              | + 3 min 2 s                |
| modifier                   |                            |                            |                            |                            |

### Points attribués
| Sprint intermédiaire Rioupéroux (km 107,5) | Sprint intermédiaire Rioupéroux (km 107,5) | Sprint intermédiaire Rioupéroux (km 107,5) | Sprint intermédiaire Rioupéroux (km 107,5) | Sprint intermédiaire Rioupéroux (km 107,5) |
| ------------------------------------------ | ------------------------------------------ | ------------------------------------------ | ------------------------------------------ | ------------------------------------------ |
|                                            | Coureur                                    | Pays                                       | Équipe                                     | Point(s)                                   |
| 1er                                        | Thomas De Gendt                            | Belgique                                   | Lotto-Soudal                               | 20                                         |
| 2e                                         | Jan Bárta                                  | Tchéquie                                   | Bora-Argon 18                              | 17                                         |
| 3e                                         | Jan Bakelants                              | Belgique                                   | AG2R La Mondiale                           | 15                                         |
| 4e                                         | Damiano Caruso                             | Italie                                     | BMC Racing                                 | 13                                         |
| 5e                                         | Daniel Martin                              | Irlande                                    | Cannondale-Garmin                          | 11                                         |
| 6e                                         | Stef Clement                               | Pays-Bas                                   | IAM                                        | 10                                         |
| 7e                                         | Roman Kreuziger                            | Tchéquie                                   | Tinkoff-Saxo                               | 9                                          |
| 8e                                         | Georg Preidler                             | Autriche                                   | Giant-Alpecin                              | 8                                          |
| 9e                                         | Michael Matthews                           | Australie                                  | Orica-GreenEDGE                            | 7                                          |
| 10e                                        | Rohan Dennis                               | Australie                                  | BMC Racing                                 | 6                                          |
| 11e                                        | Ryder Hesjedal                             | Canada                                     | Cannondale-Garmin                          | 5                                          |
| 12e                                        | Andrew Talansky                            | États-Unis                                 | Cannondale-Garmin                          | 4                                          |
| 13e                                        | Bob Jungels                                | Luxembourg                                 | Trek Factory Racing                        | 3                                          |
| 14e                                        | Jakob Fuglsang                             | Danemark                                   | Astana                                     | 2                                          |
| 15e                                        | Thibaut Pinot                              | France                                     | FDJ                                        | 1                                          |
| modifier                                   |                                            |                                            |                                            |                                            |

| Arrivée d'étape Saint-Jean-de-Maurienne (km 186,5) | Arrivée d'étape Saint-Jean-de-Maurienne (km 186,5) | Arrivée d'étape Saint-Jean-de-Maurienne (km 186,5) | Arrivée d'étape Saint-Jean-de-Maurienne (km 186,5) | Arrivée d'étape Saint-Jean-de-Maurienne (km 186,5) |
| -------------------------------------------------- | -------------------------------------------------- | -------------------------------------------------- | -------------------------------------------------- | -------------------------------------------------- |
|                                                    | Coureur                                            | Pays                                               | Équipe                                             | Point(s)                                           |
| 1er                                                | Romain Bardet                                      | France                                             | AG2R La Mondiale                                   | 20                                                 |
| 2e                                                 | Pierre Rolland                                     | France                                             | Europcar                                           | 17                                                 |
| 3e                                                 | Winner Anacona                                     | Colombie                                           | Movistar                                           | 15                                                 |
| 4e                                                 | Bob Jungels                                        | Luxembourg                                         | Trek Factory Racing                                | 13                                                 |
| 5e                                                 | Jakob Fuglsang                                     | Danemark                                           | Astana                                             | 11                                                 |
| 6e                                                 | Serge Pauwels                                      | Belgique                                           | MTN-Qhubeka                                        | 10                                                 |
| 7e                                                 | Cyril Gautier                                      | France                                             | Europcar                                           | 9                                                  |
| 8e                                                 | Damiano Caruso                                     | Italie                                             | BMC Racing                                         | 8                                                  |
| 9e                                                 | Andrew Talansky                                    | États-Unis                                         | Cannondale-Garmin                                  | 7                                                  |
| 10e                                                | Warren Barguil                                     | France                                             | Giant-Alpecin                                      | 6                                                  |
| 11e                                                | Robert Gesink                                      | Pays-Bas                                           | Lotto NL-Jumbo                                     | 5                                                  |
| 12e                                                | Christopher Froome                                 | Royaume-Uni                                        | Sky                                                | 4                                                  |
| 13e                                                | Alejandro Valverde                                 | Espagne                                            | Movistar                                           | 3                                                  |
| 14e                                                | Geraint Thomas                                     | Royaume-Uni                                        | Sky                                                | 2                                                  |
| 15e                                                | Alberto Contador                                   | Espagne                                            | Tinkoff-Saxo                                       | 1                                                  |
| modifier                                           |                                                    |                                                    |                                                    |                                                    |

| - Bonifications à l'arrivée \| \| Coureur \| Pays \| Équipe \| Bonifications \| \| - \| -------------- \| -------- \| ---------------- \| ------------- \| \| 1 \| Romain Bardet \| France \| AG2R La Mondiale \| 10 s \| \| 2 \| Pierre Rolland \| France \| Europcar \| 6 s \| \| 3 \| Winner Anacona \| Colombie \| Movistar \| 4 s \| |                |          |                  |               |
| | Coureur        | Pays     | Équipe           | Bonifications |
| 1 | Romain Bardet  | France   | AG2R La Mondiale | 10 s          |
| 2 | Pierre Rolland | France   | Europcar         | 6 s           |
| 3 | Winner Anacona | Colombie | Movistar         | 4 s           |

### Cols et côtes
| Col Bayard (km 6,5) 2e catégorie | Col Bayard (km 6,5) 2e catégorie | Col Bayard (km 6,5) 2e catégorie | Col Bayard (km 6,5) 2e catégorie | Col Bayard (km 6,5) 2e catégorie |
| -------------------------------- | -------------------------------- | -------------------------------- | -------------------------------- | -------------------------------- |
|                                  | Coureur                          | Pays                             | Équipe                           | Point(s)                         |
| 1er                              | Joaquim Rodríguez                | Espagne                          | Katusha                          | 5                                |
| 2e                               | Jakob Fuglsang                   | Danemark                         | Astana                           | 3                                |
| 3e                               | Thibaut Pinot                    | France                           | FDJ                              | 2                                |
| 4e                               | Rohan Dennis                     | Australie                        | BMC Racing                       | 1                                |
| modifier                         |                                  |                                  |                                  |                                  |

| Rampe du Motty (km 35,5) 3e catégorie | Rampe du Motty (km 35,5) 3e catégorie | Rampe du Motty (km 35,5) 3e catégorie | Rampe du Motty (km 35,5) 3e catégorie | Rampe du Motty (km 35,5) 3e catégorie |
| ------------------------------------- | ------------------------------------- | ------------------------------------- | ------------------------------------- | ------------------------------------- |
|                                       | Coureur                               | Pays                                  | Équipe                                | Point(s)                              |
| 1er                                   | Joaquim Rodríguez                     | Espagne                               | Katusha                               | 2                                     |
| 2e                                    | Serge Pauwels                         | Belgique                              | MTN-Qhubeka                           | 1                                     |
| modifier                              |                                       |                                       |                                       |                                       |

| Côte de La Mure (km 60,5) 3e catégorie | Côte de La Mure (km 60,5) 3e catégorie | Côte de La Mure (km 60,5) 3e catégorie | Côte de La Mure (km 60,5) 3e catégorie | Côte de La Mure (km 60,5) 3e catégorie |
| -------------------------------------- | -------------------------------------- | -------------------------------------- | -------------------------------------- | -------------------------------------- |
|                                        | Coureur                                | Pays                                   | Équipe                                 | Point(s)                               |
| 1er                                    | Joaquim Rodríguez                      | Espagne                                | Katusha                                | 2                                      |
| 2e                                     | Serge Pauwels                          | Belgique                               | MTN-Qhubeka                            | 1                                      |
| modifier                               |                                        |                                        |                                        |                                        |

| Col de Malissol (km 70,5) 3e catégorie | Col de Malissol (km 70,5) 3e catégorie | Col de Malissol (km 70,5) 3e catégorie | Col de Malissol (km 70,5) 3e catégorie | Col de Malissol (km 70,5) 3e catégorie |
| -------------------------------------- | -------------------------------------- | -------------------------------------- | -------------------------------------- | -------------------------------------- |
|                                        | Coureur                                | Pays                                   | Équipe                                 | Point(s)                               |
| 1er                                    | Joaquim Rodríguez                      | Espagne                                | Katusha                                | 2                                      |
| 2e                                     | Serge Pauwels                          | Belgique                               | MTN-Qhubeka                            | 1                                      |
| modifier                               |                                        |                                        |                                        |                                        |

| Col de La Morte (km 85) 2e catégorie | Col de La Morte (km 85) 2e catégorie | Col de La Morte (km 85) 2e catégorie | Col de La Morte (km 85) 2e catégorie | Col de La Morte (km 85) 2e catégorie |
| ------------------------------------ | ------------------------------------ | ------------------------------------ | ------------------------------------ | ------------------------------------ |
|                                      | Coureur                              | Pays                                 | Équipe                               | Point(s)                             |
| 1er                                  | Joaquim Rodríguez                    | Espagne                              | Katusha                              | 5                                    |
| 2e                                   | Jakob Fuglsang                       | Danemark                             | Astana                               | 3                                    |
| 3e                                   | Georg Preidler                       | Autriche                             | Giant-Alpecin                        | 2                                    |
| 4e                                   | Christophe Riblon                    | France                               | AG2R La Mondiale                     | 1                                    |
| modifier                             |                                      |                                      |                                      |                                      |

| Col du Glandon (km 147) Hors catégorie | Col du Glandon (km 147) Hors catégorie | Col du Glandon (km 147) Hors catégorie | Col du Glandon (km 147) Hors catégorie | Col du Glandon (km 147) Hors catégorie |
| -------------------------------------- | -------------------------------------- | -------------------------------------- | -------------------------------------- | -------------------------------------- |
|                                        | Coureur                                | Pays                                   | Équipe                                 | Point(s)                               |
| 1er                                    | Romain Bardet                          | France                                 | AG2R La Mondiale                       | 25                                     |
| 2e                                     | Winner Anacona                         | Colombie                               | Movistar                               | 20                                     |
| 3e                                     | Bob Jungels                            | Luxembourg                             | Trek Factory Racing                    | 16                                     |
| 4e                                     | Jakob Fuglsang                         | Danemark                               | Astana                                 | 14                                     |
| 5e                                     | Serge Pauwels                          | Belgique                               | MTN-Qhubeka                            | 12                                     |
| 6e                                     | Andrew Talansky                        | États-Unis                             | Cannondale-Garmin                      | 10                                     |
| 7e                                     | Damiano Caruso                         | Italie                                 | BMC Racing                             | 8                                      |
| 8e                                     | Pierre Rolland                         | France                                 | Europcar                               | 6                                      |
| 9e                                     | Cyril Gautier                          | France                                 | Europcar                               | 4                                      |
| 10e                                    | Ryder Hesjedal                         | Canada                                 | Cannondale-Garmin                      | 2                                      |
| modifier                               |                                        |                                        |                                        |                                        |

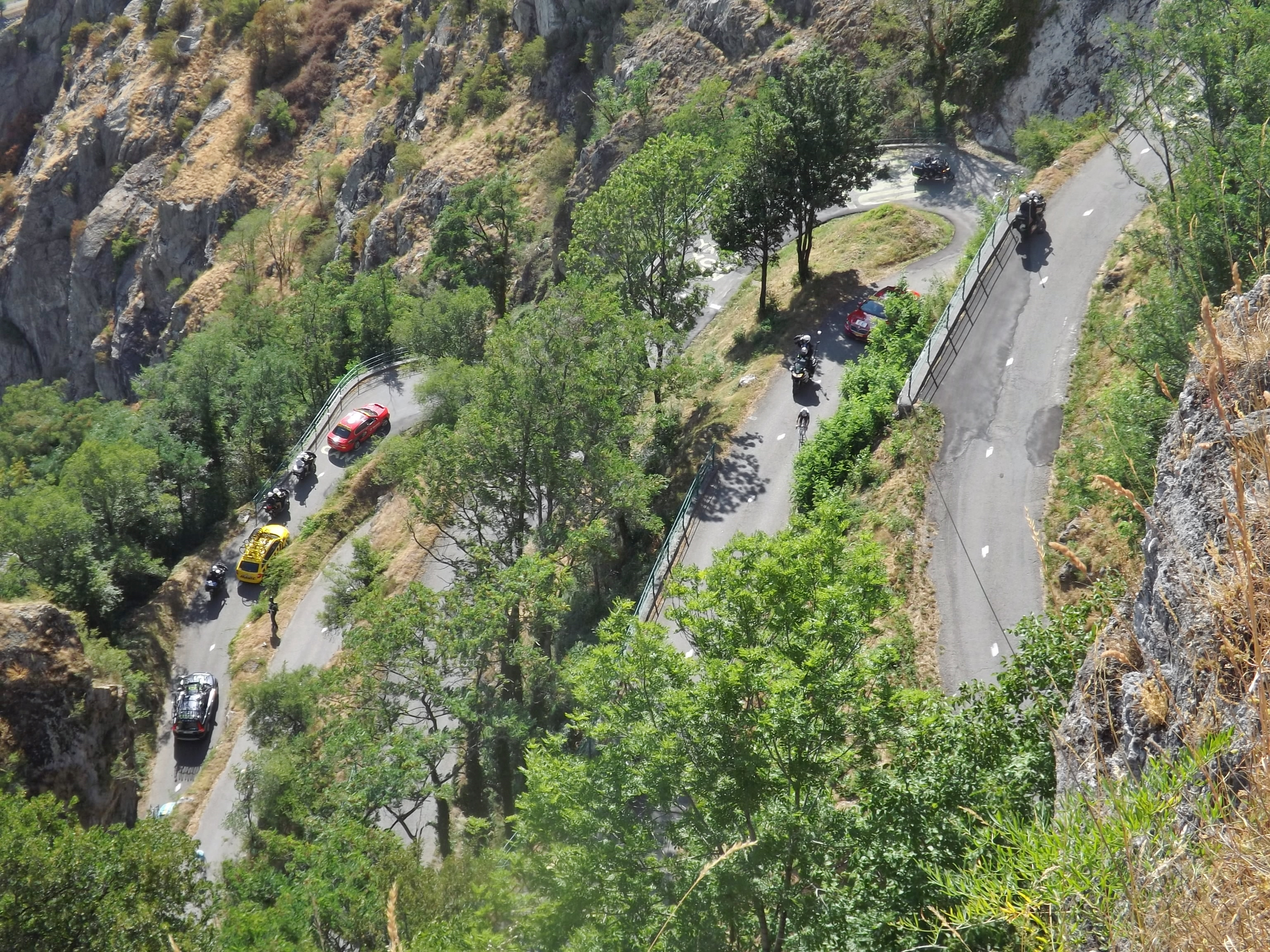
Romain Bardet en tête dans les lacets de Montvernier, dernière ascension avant l’arrivée.

| Lacets de Montvernier (km 176,5) 2e catégorie | Lacets de Montvernier (km 176,5) 2e catégorie | Lacets de Montvernier (km 176,5) 2e catégorie | Lacets de Montvernier (km 176,5) 2e catégorie | Lacets de Montvernier (km 176,5) 2e catégorie |
| --------------------------------------------- | --------------------------------------------- | --------------------------------------------- | --------------------------------------------- | --------------------------------------------- |
|                                               | Coureur                                       | Pays                                          | Équipe                                        | Point(s)                                      |
| 1er                                           | Romain Bardet                                 | France                                        | AG2R La Mondiale                              | 5                                             |
| 2e                                            | Jakob Fuglsang                                | Danemark                                      | Astana                                        | 3                                             |
| 3e                                            | Pierre Rolland                                | France                                        | Europcar                                      | 2                                             |
| 4e                                            | Winner Anacona                                | Colombie                                      | Movistar                                      | 1                                             |
| modifier                                      |                                               |                                               |                                               |                                               |

## Classements à l'issue de l'étape

### Classement général
| Classement général | Classement général | Classement général | Classement général  | Classement général  |
|                    | Coureur            | Pays               | Équipe              | Temps               |
| ------------------ | ------------------ | ------------------ | ------------------- | ------------------- |
| 1er                | Christopher Froome | Royaume-Uni        | Sky                 | en 74 h 13 min 31 s |
| 2e                 | Nairo Quintana     | Colombie           | Movistar            | + 3 min 10 s        |
| 3e                 | Alejandro Valverde | Espagne            | Movistar            | + 4 min 9 s         |
| 4e                 | Geraint Thomas     | Royaume-Uni        | Sky                 | + 6 min 34 s        |
| 5e                 | Alberto Contador   | Espagne            | Tinkoff-Saxo        | + 6 min 40 s        |
| 6e                 | Robert Gesink      | Pays-Bas           | Lotto NL-Jumbo      | + 7 min 39 s        |
| 7e                 | Vincenzo Nibali    | Italie             | Astana              | + 8 min 4 s         |
| 8e                 | Mathias Frank      | Suisse             | IAM                 | + 8 min 47 s        |
| 9e                 | Bauke Mollema      | Pays-Bas           | Trek Factory Racing | + 12 min 6 s        |
| 10e                | Romain Bardet      | France             | AG2R La Mondiale    | + 12 min 52 s       |
| modifier           |                    |                    |                     |                     |

### Classement par points
| Classement par points | Classement par points | Classement par points | Classement par points | Classement par points |
| --------------------- | --------------------- | --------------------- | --------------------- | --------------------- |
|                       | Coureur               | Pays                  | Équipe                | Point(s)              |
| 1er                   | Peter Sagan           | Slovaquie             | Tinkoff-Saxo          | 420 points            |
| 2e                    | André Greipel         | Allemagne             | Lotto-Soudal          | 316 pts               |
| 3e                    | John Degenkolb        | Allemagne             | Giant-Alpecin         | 281 pts               |
| 4e                    | Mark Cavendish        | Royaume-Uni           | Etixx-Quick Step      | 192 pts               |
| 5e                    | Bryan Coquard         | France                | Europcar              | 122 pts               |
| 6e                    | Christopher Froome    | Royaume-Uni           | Sky                   | 113 pts               |
| 7e                    | Thomas De Gendt       | Belgique              | Lotto-Soudal          | 85 pts                |
| 8e                    | Alejandro Valverde    | Espagne               | Movistar              | 80 pts                |
| 9e                    | Zdeněk Štybar         | Tchéquie              | Etixx-Quick Step      | 78 pts                |
| 10e                   | Tony Gallopin         | France                | Lotto-Soudal          | 76 pts                |
| modifier              |                       |                       |                       |                       |

### Classement du meilleur grimpeur
| Classement du meilleur grimpeur | Classement du meilleur grimpeur | Classement du meilleur grimpeur | Classement du meilleur grimpeur | Classement du meilleur grimpeur |
| ------------------------------- | ------------------------------- | ------------------------------- | ------------------------------- | ------------------------------- |
|                                 | Coureur                         | Pays                            | Équipe                          | Point(s)                        |
| 1er                             | Joaquim Rodríguez               | Espagne                         | Katusha                         | 68 points                       |
| 2e                              | Romain Bardet                   | France                          | AG2R La Mondiale                | 68 pts                          |
| 3e                              | Jakob Fuglsang                  | Danemark                        | Astana                          | 64 pts                          |
| 4e                              | Christopher Froome              | Royaume-Uni                     | Sky                             | 61 pts                          |
| 5e                              | Serge Pauwels                   | Belgique                        | MTN-Qhubeka                     | 55 pts                          |
| 6e                              | Richie Porte                    | Australie                       | Sky                             | 40 pts                          |
| 7e                              | Rafał Majka                     | Pologne                         | Tinkoff-Saxo                    | 34 pts                          |
| 8e                              | Nairo Quintana                  | Colombie                        | Movistar                        | 32 pts                          |
| 9e                              | Alejandro Valverde              | Espagne                         | Movistar                        | 32 pts                          |
| 10e                             | Robert Gesink                   | Pays-Bas                        | Lotto NL-Jumbo                  | 28 pts                          |
| modifier                        |                                 |                                 |                                 |                                 |

### Classement du meilleur jeune
| Classement général du meilleur jeune | Classement général du meilleur jeune | Classement général du meilleur jeune | Classement général du meilleur jeune | Classement général du meilleur jeune |
|                                      | Coureur                              | Pays                                 | Équipe                               | Temps                                |
| ------------------------------------ | ------------------------------------ | ------------------------------------ | ------------------------------------ | ------------------------------------ |
| 1er                                  | Nairo Quintana                       | Colombie                             | Movistar                             | en 74 h 16 min 41 s                  |
| 2e                                   | Romain Bardet                        | France                               | AG2R La Mondiale                     | + 9 min 42 s                         |
| 3e                                   | Warren Barguil                       | France                               | Giant-Alpecin                        | + 9 min 58 s                         |
| 4e                                   | Thibaut Pinot                        | France                               | FDJ                                  | + 36 min 14 s                        |
| 5e                                   | Bob Jungels                          | Luxembourg                           | Trek Factory Racing                  | + 1 h 8 min 20 s                     |
| modifier                             |                                      |                                      |                                      |                                      |

### Classement par équipes
| Classement par équipes | Classement par équipes | Classement par équipes | Classement par équipes |
|                        | Équipe                 | Pays                   | Temps                  |
| ---------------------- | ---------------------- | ---------------------- | ---------------------- |
| 1re                    | Movistar               | Espagne                | en 223 h 36 min 8 s    |
| 2e                     | MTN-Qhubeka            | Afrique du Sud         | + 36 min 23 s          |
| 3e                     | Sky                    | Royaume-Uni            | + 39 min 38 s          |
| 4e                     | Astana                 | Kazakhstan             | + 46 min 31 s          |
| 5e                     | Tinkoff-Saxo           | Russie                 | + 49 min 30 s          |
| modifier               |                        |                        |                        |

### Abandons
- Louis Meintjes (MTN-Qhubeka) : non-partant[4]
- Mark Renshaw (Etixx-Quick Step) : abandon[5]